# ريتشارد بيشوب
ريتشارد بيشوب (بالإنجليزية: Richard Bishop) هو لاعب كرة قدم أمريكية أمريكي، ولد في 23 مارس 1950 في كليفلاند في الولايات المتحدة، وتوفي في 26 سبتمبر 2016 في ميامي في الولايات المتحدة.

## وصلات خارجية
- ريتشارد بيشوب على موقع مرجع كرة القدم المحترفة.كوم (الإنجليزية)